# پایگاه هوایی شیموفوسا
پایگاه هوایی شیموفوسا (به انگلیسی: Shimofusa Air Base) (به زبان بومی: 下総航空基地) یک فرودگاه نظامی است که یک باند فرود بتن دارد و طول باند آن ۲۲۵۰ متر است. این فرودگاه در شهر کاشیوا کشور ژاپن قرار دارد .